# Peter Houtman
Peter Houtman (ur. 4 czerwca 1957 w Rotterdamie) – holenderski piłkarz grający na pozycji napastnika.

## Kariera klubowa
Na początku swojej zawodowej kariery Houtman grał dla Feyenoordu i FC Groningen. W 1979 roku przeszedł do Club Brugge, a następnie w tym samym roku wrócił do FC Groningen. W 1982 roku wrócił do Feyenoordu, a po 3 sezonach do Groningen. Następnie do końca kariery grał w następujących klubach: Sporting CP, Feyenoord Rotterdam, Sparta Rotterdam, FC Den Haag, SBV Excelsior. Dla Feyenoordu zdobył 90 goli w 153 oficjalnych meczach.

## Kariera Reprezentacyjna
W barwach reprezentacji Holandii występował w latach 1983–1985, grając 8 meczów i zdobywając 7 bramek.